# André-Charles Boulle
Pour les articles homonymes, voir Boulle.
André-Charles Bolt dit André-Charles Boulle, né le 10 novembre 1642 à Paris, mort le 29 février 1732 dans la même ville, est un ébéniste, fondeur, ciseleur, doreur, et dessinateur français des XVIIe et XVIIIe siècles. Ébéniste du roi, il fut le premier de son temps à appliquer du bronze doré à l'ébénisterie. Principal ébéniste de son siècle, sa longévité et son succès auprès de ses contemporains expliquent la profusion de ses œuvres.

## Biographie

### Les premières années
André-Charles Boulle naît le 10 novembre 1642. Il est le troisième enfant de Johann Bolt, dont le nom francisé devient Jean Boulle, compagnon menuisier en ébène originaire du duché de Gueldre installé à Paris dès 1637, et de Légère Thorin.
Son père lui enseigne durant sa jeunesse de nombreuses techniques artistiques, en particulier le dessin, la sculpture, la reparure, la ciselure, la dorure, ainsi que la peinture. Johann lui fait abandonner cette dernière, pour laquelle André-Charles Boulle présentait une préférence, au profit de la menuiserie car le garçon montre de grandes dispositions dans ce domaine : à l'âge de quatorze ans, en 1656, il est placé comme apprenti dans l'atelier du menuisier Jean Armand. Le talent du jeune homme est tel que, selon le père Orlandi, Le Bernin venu en France durant l'année 1665, le prend en amitié et lui prodigue des conseils sur la technique du dessin architectural. À partir de 1666, alors qu'il n'a pas encore atteint la majorité, le nom d'André-Charles est mentionné comme ayant acquis la maitrise parisienne, que son père n'avait jamais obtenue. L'atelier familial se trouve rue de Reims, face au collège Sainte-Barbe. Grâce à la réputation du jeune artiste et à un nombre de commandes grandissant, le petit atelier s'agrandit rapidement et emploie toute la famille. Sa rapide ascension sociale apparaît dans le contrat de mariage de sa sœur, Constance, mariée à Philippe Poitou (futur ébéniste de roi), qui cite comme témoins un procureur, un avocat au Parlement de Paris, un contrôleur général de la Marine ainsi qu'un auditeur de la Chambre des comptes.
L'atelier produit alors une marqueterie de « bois de rapport », c'est-à-dire utilisant diverses essences de bois, avec lesquelles il réalise des « tableaux de fleurs » très appréciés. Vers 1666, il intègre la manufacture des Gobelins, que le ministre Jean-Baptiste Colbert vient d'installer pour fournir Versailles en objets d'art. Tout en conservant son atelier, il y travaille en tant que décorateur et sculpteur sur bois sous la direction artistique du peintre Charles Le Brun, qui fournit aux artisans de nombreux dessins de modèles, tout en leur octroyant une certaine liberté d'interprétation.

### Première commande royale
À l'instar de la bourgeoisie et de la noblesse de robe parisienne, la famille royale accorde son intérêt à l'ébéniste à partir de 1672, par l'intermédiaire de Jean-Baptiste Colbert en lui commandant l’estrade de la petite chambre de la reine Marie-Thérèse à Versailles. Ce soutien est confirmé en mai 1672 lorsque le logement des « Galleries du Louvre » de l'ébéniste Jean Macé, décédé le 14 du mois, est attribué à André-Charles, qui est préféré à Pierre Gole, pourtant ébéniste du roi depuis 25 ans. À cette date, le roi est en Flandres avec son armée. Colbert, qui avait fait son choix entre les deux prétendants, fait signer le 20 mai le brevet accordant le logement à Boulle à la reine alors régente. Le ministre n'informera le roi que deux jours plus tard, le 22, lui précisant que Boulle est « le plus habile ébéniste de Paris ». La décision ayant déjà été prise, le roi qui ne connaît pas personnellement Boulle, ne peut qu’acquiescer et répond « le logement des Galleries au plus habile ». Être admis au Louvre est un signe de la faveur royale, mais c’est aussi un privilège de liberté par rapport aux corporations parisiennes. Le prestige qui en découle entraîne une nette augmentation des commandes. Boulle possède alors deux ateliers, celui de l'ancienne rue de Reims et celui du Louvre, pour lesquels toute la famille travaille, y compris la sœur de André-Charles, première femme connue comme ouvrier ébéniste.
La faveur de Boulle est concomitante avec celle de Jean Bérain père, qui obtient simultanément un logement au Louvre et dont le style décoratif inspire les créations de Boulle.
Dans les années qui suivent, Boulle s'initie au travail de la marqueterie à écaille et métal, qui deviendra sa spécialité.

### Installation au Louvre
Le 1er mars 1677, André-Charles épouse Anne-Marie Leroux en l'église Saint-Sulpice à Paris. Elle est elle-même fille d'ébéniste et sept enfants naîtront de leur union. L'année de leur mariage, l'atelier continue son accroissement. Constance Boulle étant décédée l'année précédente, Philippe Poitou se remarie et devint à son tour ébéniste du roi. Il semble que c'est à ce moment que Colbert entreprend de confier à Boulle un large espace au Louvre, faisant de son atelier le plus grand de Paris. Le palais est à cette période progressivement déserté, le roi s'installant à Versailles et la reine-mère, dont les appartements se trouvaient non loin de l'atelier, étant décédée en 1666. En outre, des travaux entrepris pour l'érection d'un théâtre ont été abandonnés à la mort de cette dernière. Une importante partie du palais est donc vacante. Les lieux sont alors partagés afin d'accueillir d'une part l'Académie royale de peinture et de sculpture et, d'autre part, l'atelier de Boulle. Si la date exacte de la prise de possession par Boulle de ce nouvel atelier s'étendant sur la moitié du théâtre n'est pas connue, il conviendrait de la situer vers 1677, date à laquelle l'atelier de la rue de Reims est fermé. Qui plus est, le 29 octobre 1679, Boulle voit son logement du Louvre situé dans la Grande Galerie augmenté de deux étages, occupés jusqu'en 1677 par Vincent Petit. L'appartement de l'ébéniste et son atelier couvrent alors une surface de 780 mètres carrés.
En 1685, l'atelier de Boulle se dote d'une fonderie, illustrant l'importance nouvelle du bronze doré dans la production de l'ébéniste, qui, grâce à son privilège, peut pratiquer un autre métier, ce qui n'aurait pas été possible s'il avait continué de travailler comme maître ébéniste à Paris. Elle est placée dans un bâtiment non loin de l'atelier du Louvre, racheté à Madeleine Laniel, veuve de Denis Buret, ébéniste, et s'étend sur près de 200 mètres carrés. L'occupation du bâtiment cesse probablement vers 1692, de manière certaine en 1699. Elle sera alors rapatriée au sein de ses ateliers au Louvre. À la fin du siècle, l'atelier a atteint un développement important : Boulle dispose de quinze collaborateurs ayant le statut de compagnons, issus de nombreux corps de métier (ciseleurs, doreurs, ébénistes, menuisiers, graveurs en marqueterie), ainsi que d'un grand nombre d'assistants et d'apprentis.

### Apogée

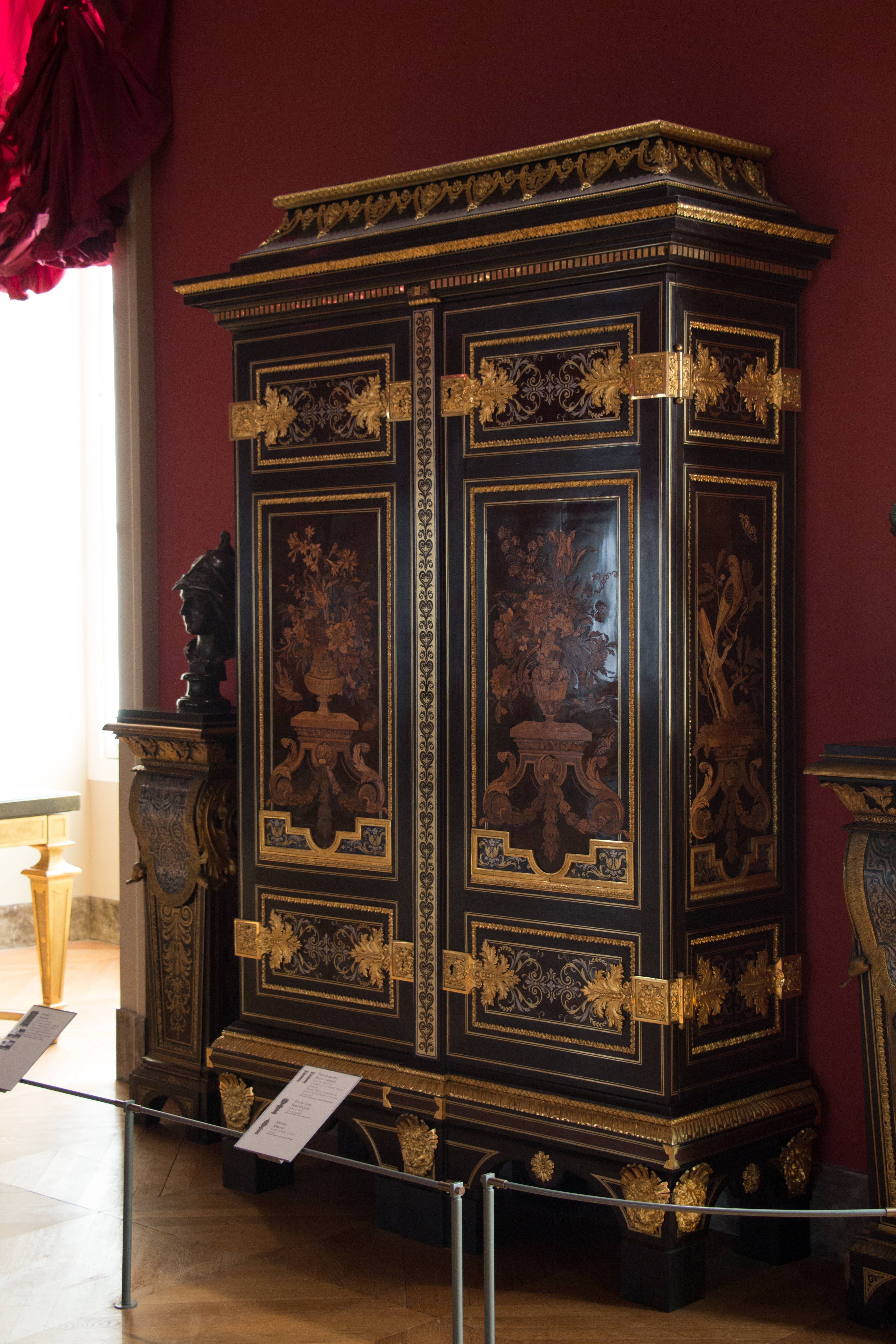
Armoire aux perroquets, réalisée entre 1680/1690 et 1700 (Louvre).

Une partie du succès s'explique par les fournitures au chantier du château de Versailles pour lequel l'atelier produit, à partir de 1680, nombre de meubles de prestige. On compte ainsi dès 1680 une commande de la reine pour un cabinet d'orgue portative dont le coût fut estimé à 8 000 livres (sachant que le salaire journalier moyen au XVIIe siècle est légèrement inférieur à une livre). Le Grand Dauphin commande en 1682 à l'atelier la réalisation de son premier cabinet des Glaces pour lequel l'ébéniste percevra 59 900 livres. Cette livraison le couronne de succès. En raison de l'importance de la demande, l'atelier ne produit alors que sur commande.
Ces années de gloire sont l'occasion pour Boulle d'acquérir un patrimoine foncier avec l'achat de terres ainsi que d'une maison de rapport, situés à proximité de Paris. Collectionneur de dessins et d'estampes, il en profite également pour acquérir de nombreuses œuvres. Néanmoins, Boulle avance régulièrement l'argent pour ses commandes royales et les paiements se font souvent attendre. Si bien que les versements du roi ne suffisent plus à couvrir les 169 000 livres qu'il a engagées dans la réalisation des œuvres royales. L'ébéniste doit alors s'endetter avant d'être payé quelque temps plus tard par le trésor royal. Il s'agit là d'une période de plus faible production, même si elle reste remarquable pour l'époque.
Les années 1700 marquent la reprise des commandes royales avec la commande du mobilier du château de la Ménagerie pour la duchesse de Bourgogne. En 1707, le prince de Condé lui passe également commande et, en 1708, c'est au tour de Jules Hardouin-Mansart, dont Boulle est proche, de lui obtenir la commande de deux commodes pour le Trianon de Versailles.

### Dernières années
La mort de Louis XIV, en 1715, marque un tournant. André-Charles Boulle, âgé de 72 ans, décide de passer la main à ses quatre fils, qui poursuivront son œuvre. Un inventaire nous indique que l'atelier emploie alors une trentaine d'ouvriers et conserve une centaine de meubles et objets en bronze. Boulle continuera cependant son activité, réalisant ainsi deux médailliers pour le directeur des Monnaies et des Médailles où les bronzes dorés suivent avec imagination la mode du caprice (cartouches frontaux et latéraux, têtes égyptiennes).
Un incendie sans doute criminel se déclare dans son logement au Louvre le 30 août 1720 à trois heures du matin, détruisant une grande partie de son atelier. Les pertes englobent son stock de bois précieux (« tous les bois, de sapin, de chesne, de noyer, de panneau ou mairin, bois de Norvège, amassés et conservés depuis longtemps pour la bonté et qualité des ouvrages ») d'une valeur estimée à 12 000 livres.

## Les innovations de Boulle
Les apports de Boulle aux arts décoratifs doivent à ses talents multiples, de dessinateur, bronzier, ébéniste, à son inventivité, et au soutien et aux commandes royales sans lesquelles il ne lui aurait pas affirmé son génie avec une telle ampleur. 

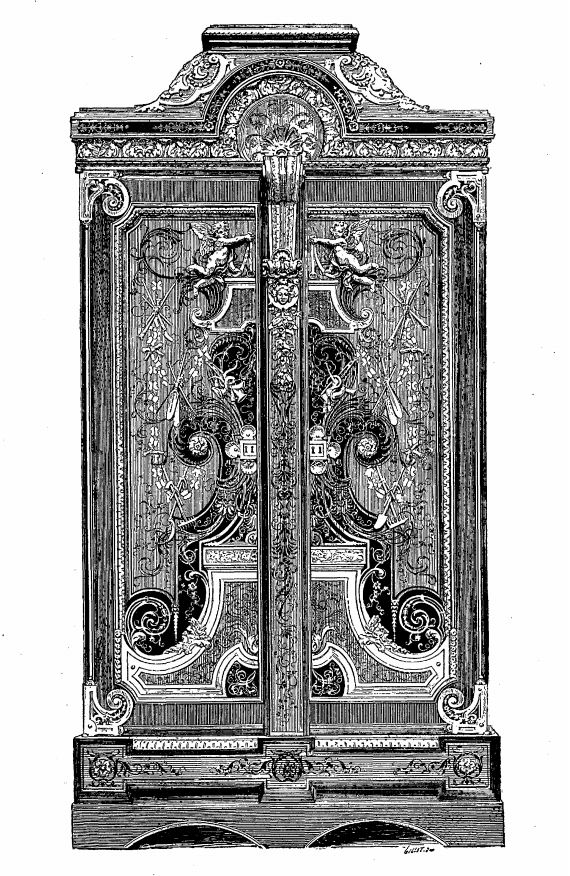
Armoire en ébène avec marqueterie d'André-Charles Boulle, (mobilier de la couronne) gravure de Jules-Ferdinand Jacquemart,(1837-1880), graveur.

La spécificité du travail de Boulle consiste à décorer les meubles avec un placage en marqueterie constitué de différents matériaux : bois de rapport, métal (étain, laiton) et écaille de tortue, découpés selon un dessin très précis et collés sur le bâti du meuble à la façon d'un puzzle. C'est la marqueterie Boulle qui porte aujourd'hui son nom. Afin d'économiser et de tirer profit de matériaux coûteux, il utilisa un système d'inversion positif / négatif : la partie (où l'écaille sert de fond et le métal fait le motif) et la contrepartie (où le métal fait le fond et l'écaille le motif). Les deux matériaux provisoirement collés étaient estampés selon le dessin choisi, ce qui permettait ensuite, en les séparant, de faire correspondre les motifs sans ouvrage supplémentaire. La plaque d'écaille, importée à grand frais, pouvait ainsi être utilisée deux fois. Le plus souvent, un placage d'ébène noir venait souligner les matières pour affirmer l'éclat et la somptuosité des pièces. Il réalisa, suivant cette technique, de nombreux meubles ornés de très riches décors de bronzes dorés : armoires et bas d'armoires, bureaux plats, commodes, consoles, gaines, cabinets, boîtiers de pendules, miroirs... Il put ainsi démontrer l'adaptabilité de sa technique à des types d'objets très divers, tout en démontrant l'étendue de son savoir-faire.
Selon une idée préconçue, Boulle n'aurait fait que porter à son apogée, grâce à son talent, une technique existante à base d'écaille et de métal inventée aux Pays-Bas. En réalité, comme l'ont montré les recherches de Jean-Nérée Ronfort et de Jean-Dominique Augarde, la première utilisation apparaît dans un parquet du château de Maisons. C'est seulement plus tard qu'elle se développa en Italie et en Hollande. En outre, Boulle contribua à instaurer l'usage du bronze dans l'ameublement, ce qui conférera au mobilier une valeur considérable qu'il avait commencé d'avoir avec l'ébénisterie mais qu'il ne possédait pas autant que d'autres techniques comme la pierre dure, l'orfèvrerie, la soie, la tapisserie ou la porcelaine. En raison de ses connaissances et de sa créativité, Boulle est un artisan exceptionnel, qui s'inscrit dans la lignée des artistes-artisans du siècle précédent, les Bernard Palissy, Hugues Sambin ou Léonard Limosin.
Les apports de Boulle ne se limitent pas à la marqueterie. Lorsque le style baroque s'assouplit à la fin du siècle, Boulle place des motifs courbés hors de la structure - ce qui annonce le style rocaille -, améliore la construction avec la table sans traverse pour la duchesse de Bourgogne et invente un nouveau meuble, la commode, pour le Trianon. La commode est un rangement bas, rompant avec les meubles à rangement haut imposants qui se sont développés depuis la fin du Moyen Âge avec le dressoir, puis le buffet, l'armoire et le cabinet. Tout en diminuant le volume, Boulle parvient à conserver une apparence de prestige. La commode connaîtra un succès considérable et s'imposera dans les intérieurs, en offrant la possibilité d'une décoration au-dessus, par la pose d'objets décoratifs comme les pendules et les vases, mais aussi en la surplombant d'un miroir. La commode pourra ainsi faire pendant à une console à miroir placée de l'autre côté de la pièce. La table sans traverse préfigure, quant à elle, la suppression des entretoises grâce au pied à double courbure dit « pied Louis XV ».
Enfin, l'apport de Boulle au domaine du bronze d'ameublement est considérable. S'il utilise le bronze doré pour amplifier la richesse des meubles, celui-ci sert aussi de « terminaison » pour protéger les parties les plus sensibles comme les angles et les pieds et pour contribuer à dresser les plaques d'écaille. Il l'emploie dans toute sa diversité. D'abord et surtout fondu, ciselé et doré au mercure à partir de modèles originaux modelés et moulés en plâtre pour réaliser des mascarons, espagnolettes, cartels. À ces motifs en relief, s'ajoutent des entrées de serrure obtenues avec la même technique. Il réalise aussi des baguettes qui forment des encadrements.
Boulle produit également des objets en bronze pour l'horlogerie (pendules), les cheminées (chenets) ou le luminaire, contribuant à diversifier une fabrication du bronze jusqu'alors cantonnée à la sculpture et qui deviendra l'industrie la plus puissante des arts décoratifs au XIXe siècle.
Plus généralement, Boulle participa au rayonnement retrouvé des arts décoratifs français, l'Italie et les Flandres ayant pris la domination de ce marché depuis la fin du XVe siècle. Outre une clientèle privée dont fait partie le Grand Condé, il travailla aussi pour les électeurs de Bavière et de Cologne, le roi d'Espagne ou les ducs de Lorraine et de Savoie. Soutenu à ses débuts par Colbert, qui voulait développer les arts et manufactures en France et favoriser les exportations, Boulle incarna la réussite éclatante de cette politique. La somptuosité quelque peu pompeuse de ses réalisations sert pleinement la magnificence du Roi-Soleil, des autres monarchies et des puissants.
Les marqueteries dans le genre de Boulle eurent également du succès sous les règnes de Louis XVI et de Napoléon III.
Il publia un recueil de Nouveaux dessins de meubles et ouvrages de bronze et de marqueterie.
Une des plus célèbres écoles d'Arts Appliqués de Paris porte son nom : il s'agit de l'école Boulle.

## Boulle collectionneur
Collectionneur d'Art passionné et déraisonnable, il sera plusieurs fois proche de la ruine financière et devra son salut à une intervention du roi soleil Louis XIV dont il est alors « premier ébéniste ». Pour l'anecdote, la collection d'art de Boulle, composée d'œuvres très diverses, connue en son temps comme une des plus belles et des plus complètes (Rubens, Antoine Van Dyck, Pierre Mignard, Frans Snyders, Sébastien Bourdon, Charles Le Brun et bien d'autres), estimée alors à 370 770 livres, disparut presque entièrement dans l'incendie qui ravagea son atelier.

## Famille
- David Boulle (mort avant 1616), bourgeois de la ville de Verrière au comté de Neufchâtel[9],[10] ;
  - Pierre Boulle[11] (vers 1595-1649), tourneur et menuisier du roi, logé aux galeries du Louvre, marié par contrat du 12 septembre 1616 avec Marie Bahuche (vers 1595-1648) fille de Pierre Bahuche, marchand lyonnais et de Judith Soubert, sœur de Marguerite Bahuche, peintre du roi, mariée avec Jacob Bunel ;
    - Jacques Boulle (1618-vers 1625) ;
    - Corneille Boulle (1619- )
    - Paul Boulle (1621- )
    - Isaac Boulle (1625- )
    - Jacques Boulle (1626- ) qui a pour parrain Jacques Sarrasin, docteur en médecine ;
    - Marguerite Boulle (1628- )
    - Madeleine Boulle (1631- ) mariée en 1649 avec Jean de Nogeant, seigneur de Pommerolle, médecin de Son altesse royale, commissaire des guerres ;

  - Jean Boulle (1610-1680), marchand ébéniste, mort aux galeries du Louvre, marié avec Légère Thorin ;
    - André-Charles Boulle (1642-1732), marié en 1677 avec Anne Marie Le Roux (1657- ) Quatre de ses fils poursuivirent son œuvre :
      - Jean-Philippe Boulle (1678-1744) ;
      - Nicolas Boulle (1679-1688) ;
      - Pierre-Benoît (1680-1741)[12] ;
      - Constance Légère Boulle (vers 1682- ) ;
      - André-Charles II dit « Boulle de Sève » (1685-1745)[13] ;
      - Charles-Joseph (1688-1754)[14] ;
      - Henri Auguste Boulle (1690- ) ;

  - Nicolas Boulle.

## Estampille
À l'époque de Boulle, l'obligation d'estampiller n'était pas totalement entrée dans les mœurs. Il faut attendre 1743 pour sa généralisation. Il n'existe pas de marque, d'estampille, de Boulle ou de ses fils. Une telle marque, apposée au plus tôt au XIXe siècle ; figurant sur un objet désigne généralement un faux.

## Cote
Prix les plus récents :
Un bureau plat (vers 1710) attribué à André-Charles Boulle, issu de la collection Wildenstein, a été vendu par Christie's London les 14-15 décembre 2005 pour la somme de 2 920 000 £ soit 4 321 000 €. Ainsi qu'une paire de coquilliers en amarante dans la manière de Boulle (1 221 888 €), deux tables-consoles attribuées de façon certaine à l'artiste (1 636 288 €), un bureau attribué à un des fils Boulle avec une pendule signée « J. Henry Enderlin à Paris » (940 096 €). Tous ces meubles étaient issus de la même collection.

## Musées

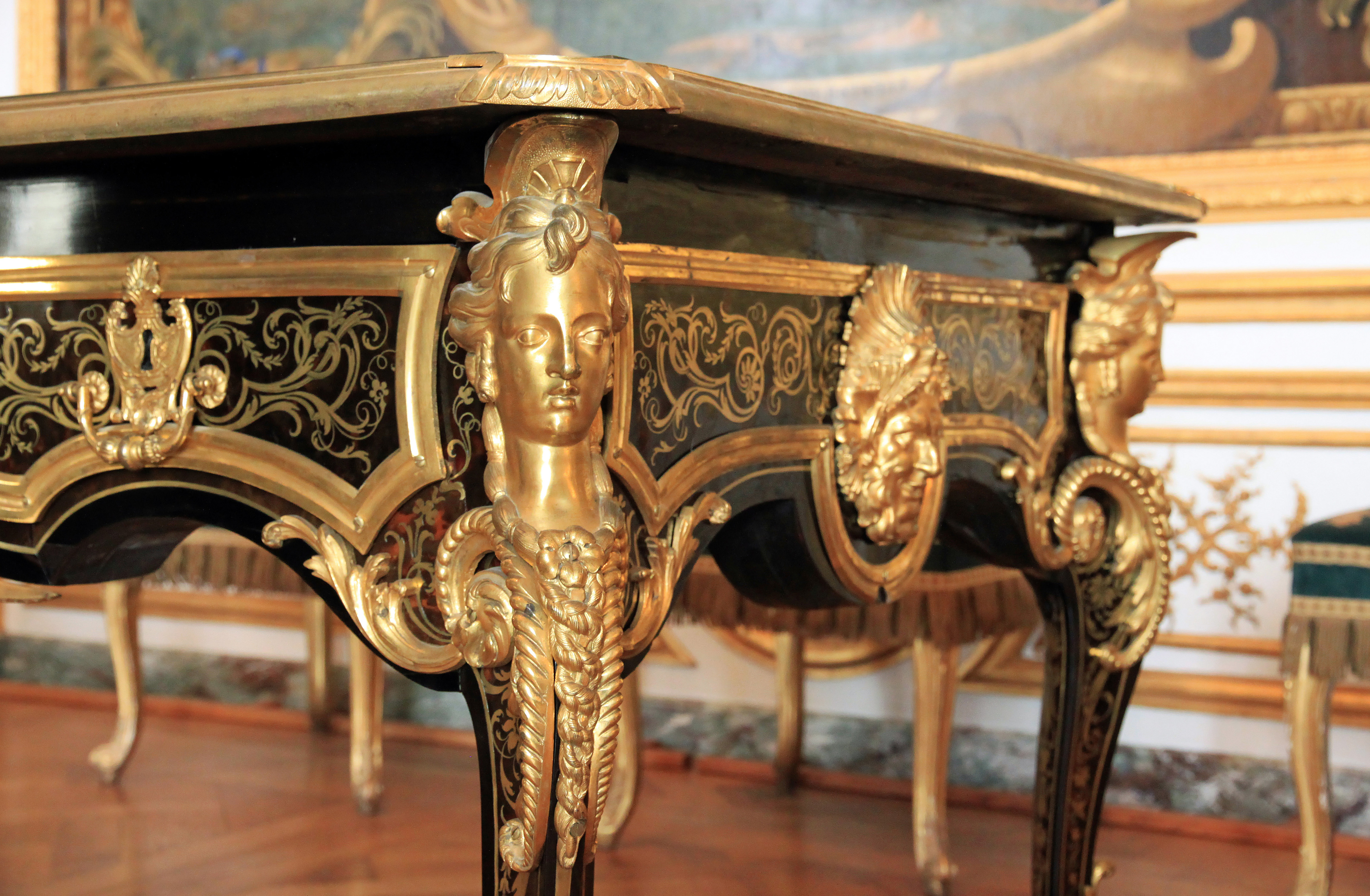
Détail du bureau plat conservé au château de Chantilly

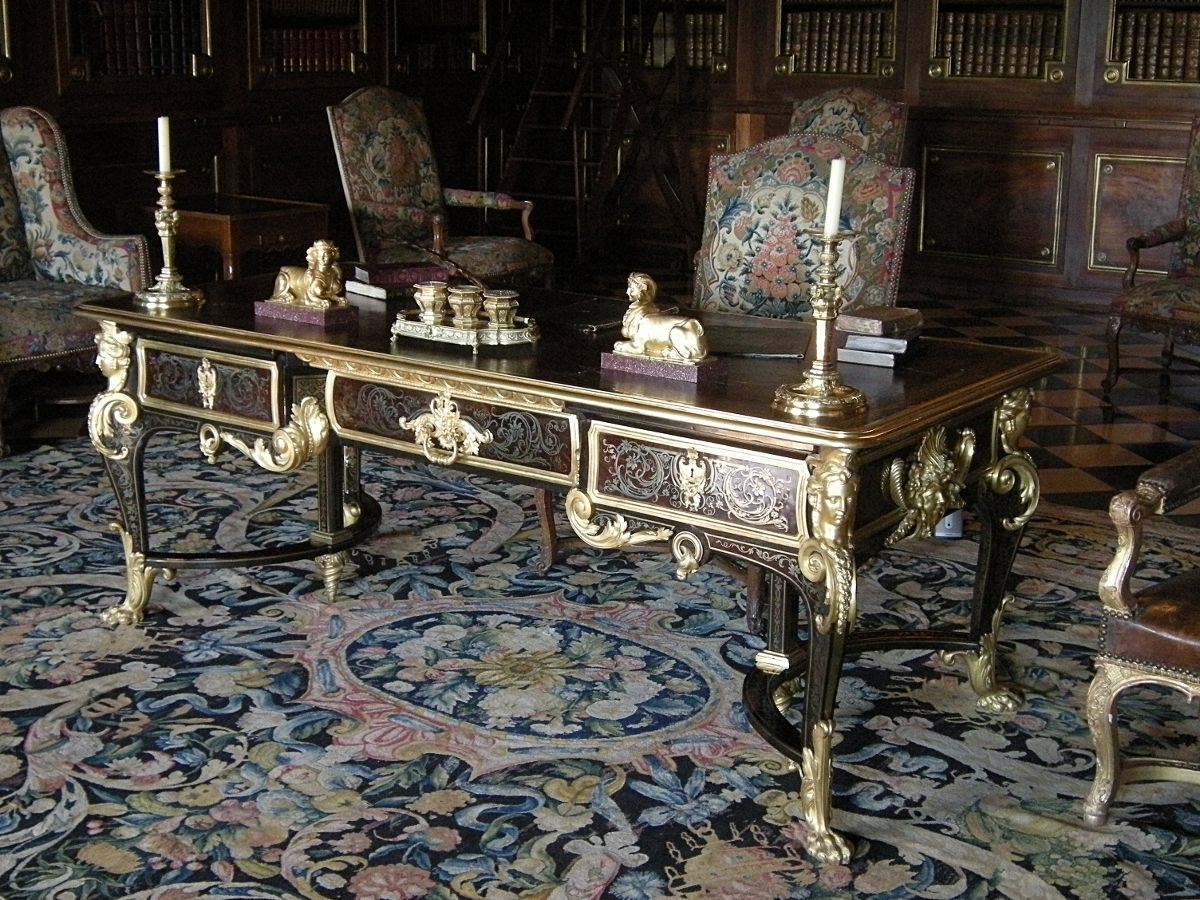
Bureau en ébène par André-Charles Boulle (château de Vaux-le-Vicomte).

- Château de Chantilly : une table en marqueterie métallique de 1710 due à André Charles Boulle, composée de laiton, d'écaille de tortue de mer et de feuilles d'or. Le bureau fourni au duc de Bourbon en 1720 (2012).
- Château de Vaux-le-Vicomte : commodes « Mazarine » et bureau en ébène

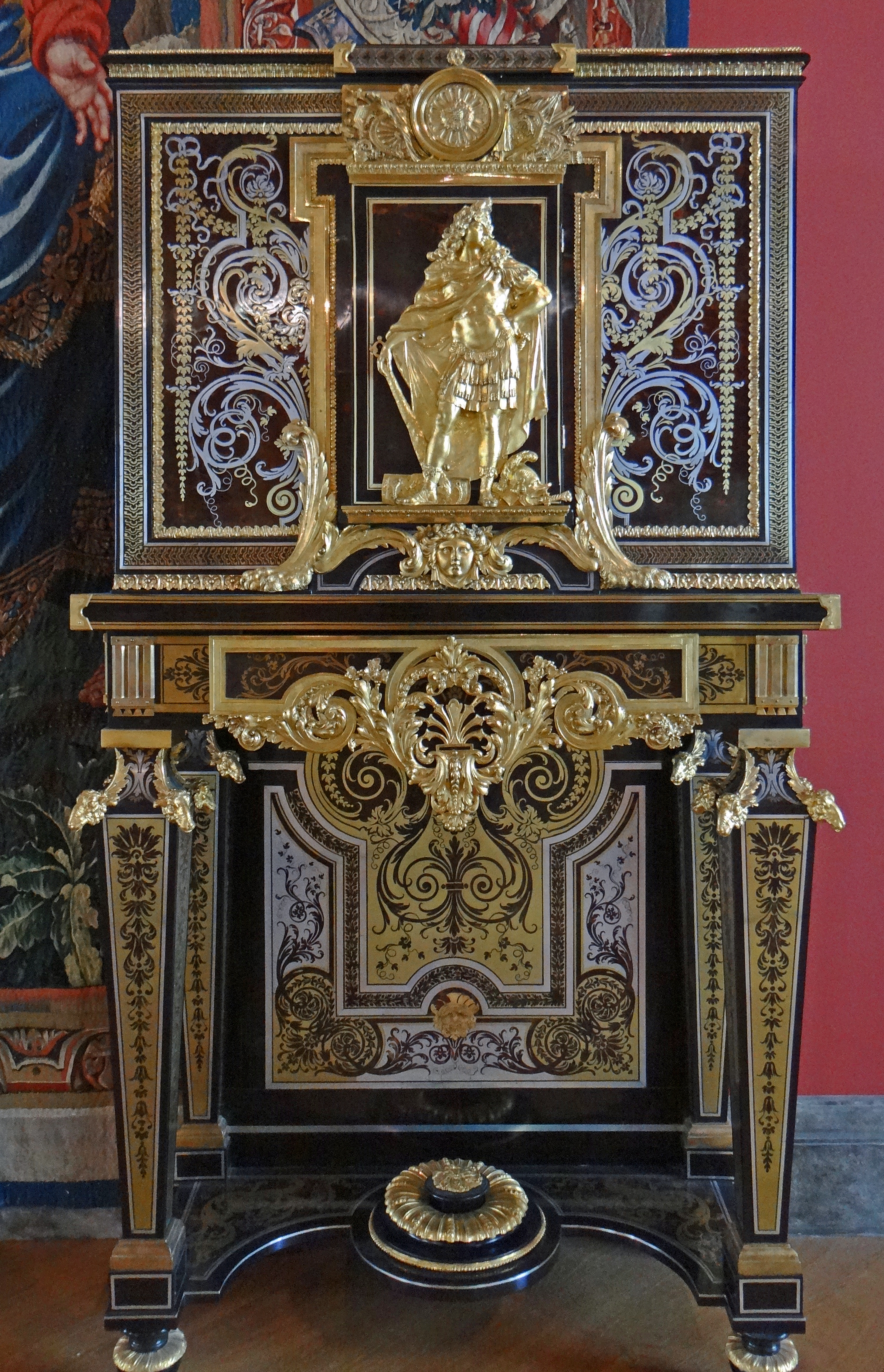
Cabinet sur piétement (Musée du Louvre).
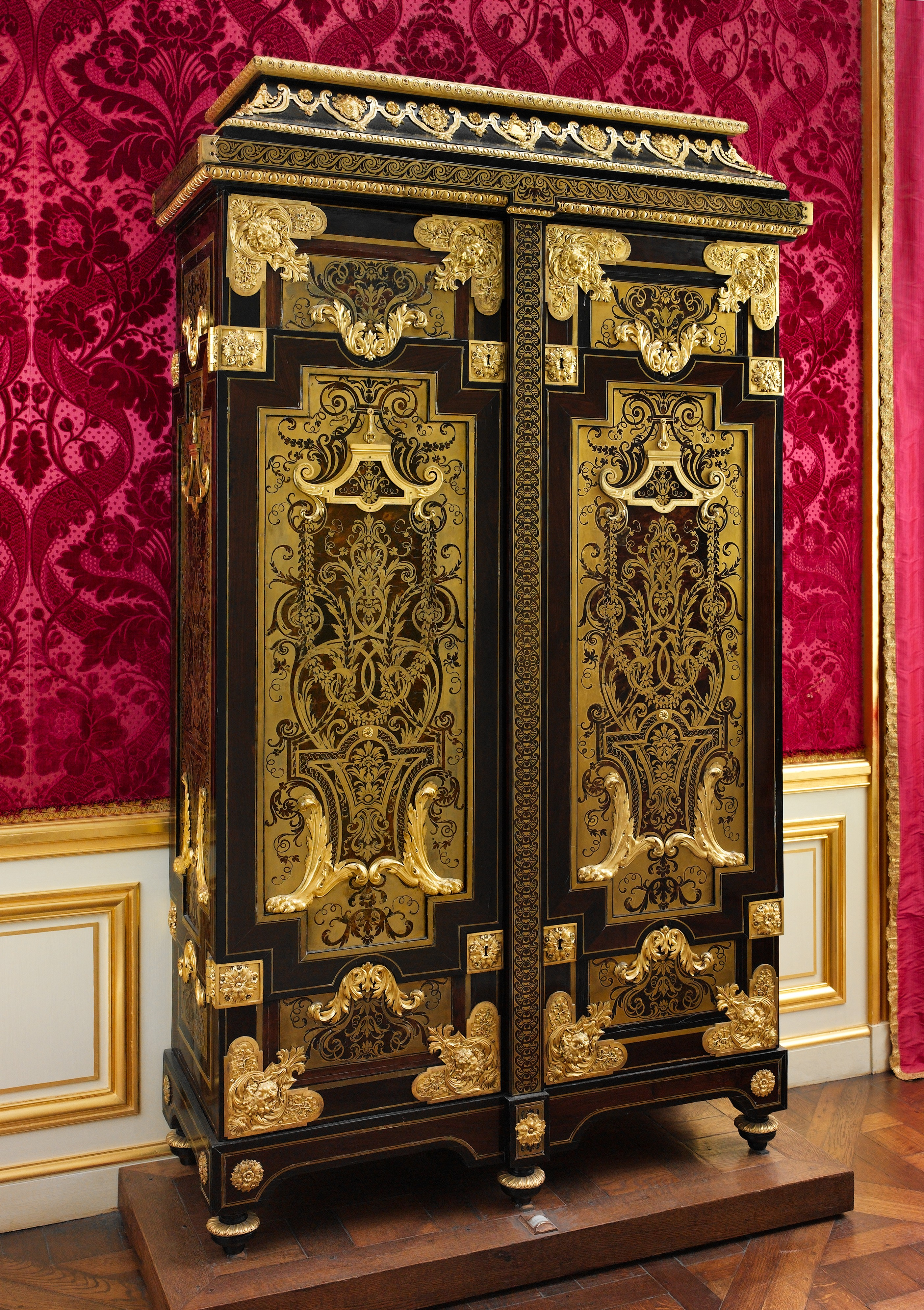
Cabinet (Metropolitan Museum of Art).
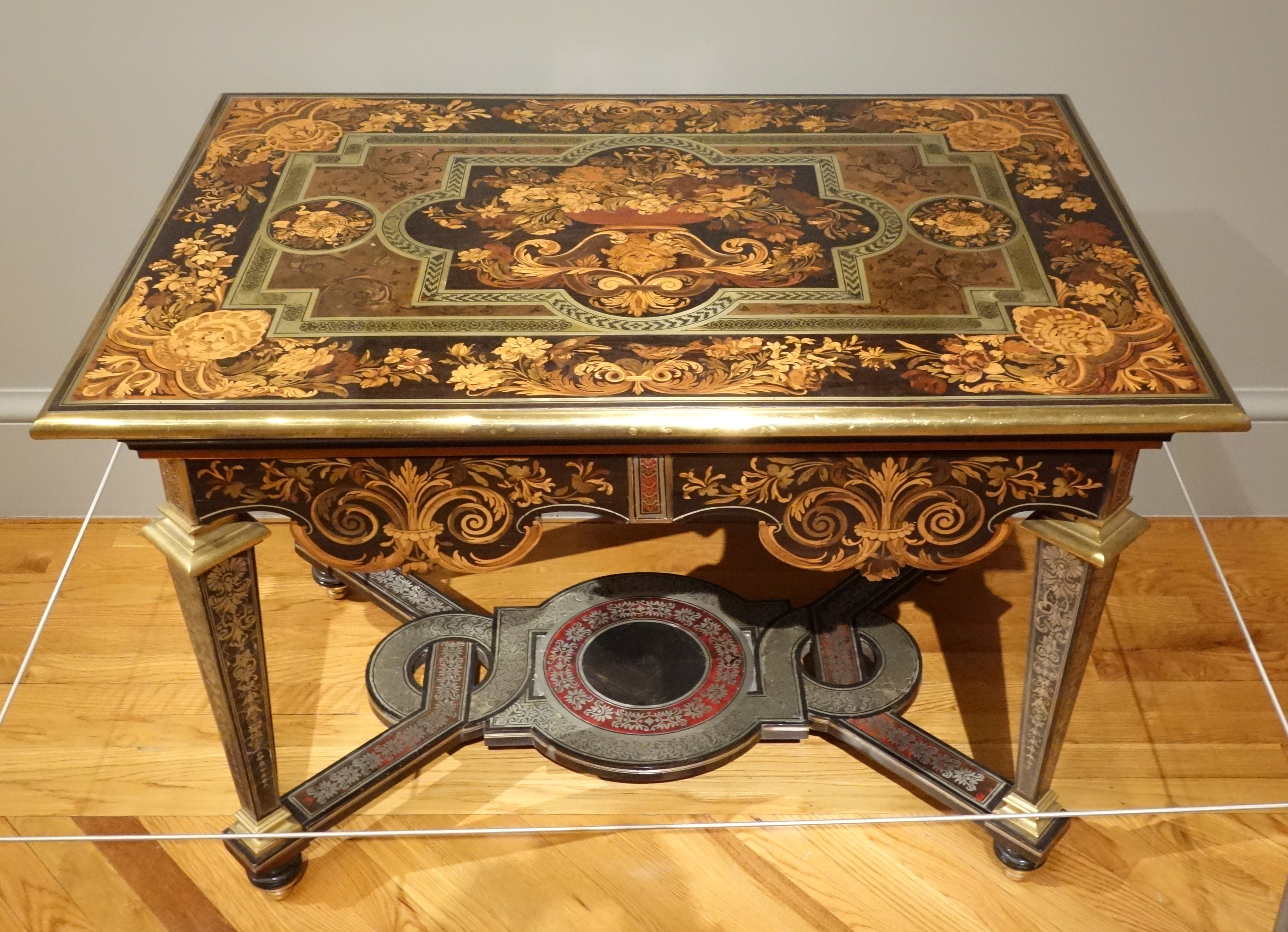
Table en marqueterie variée selon les parties (California Palace of the Legion of Honor).
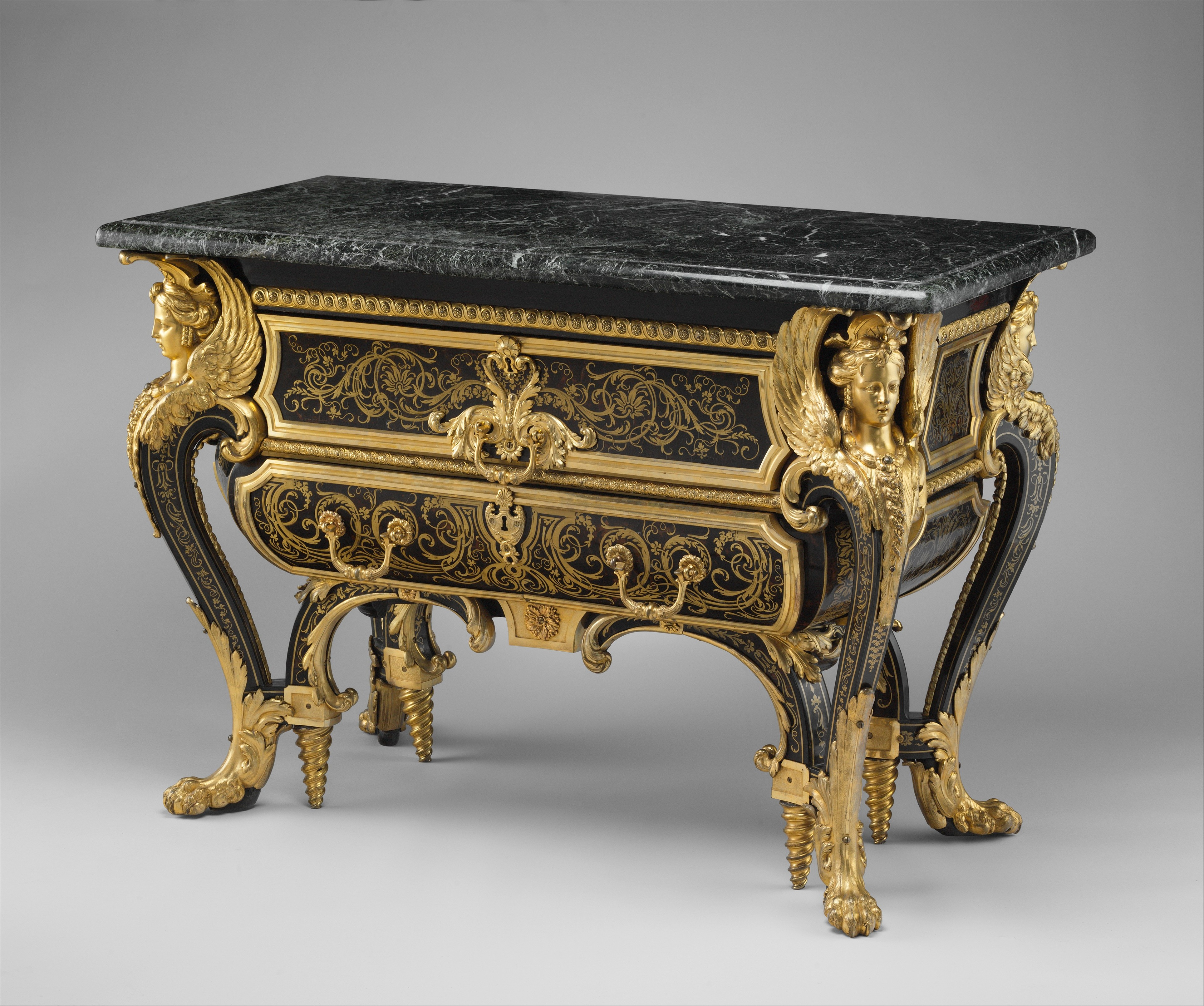
Commode (Metropolitan Museum of Art).
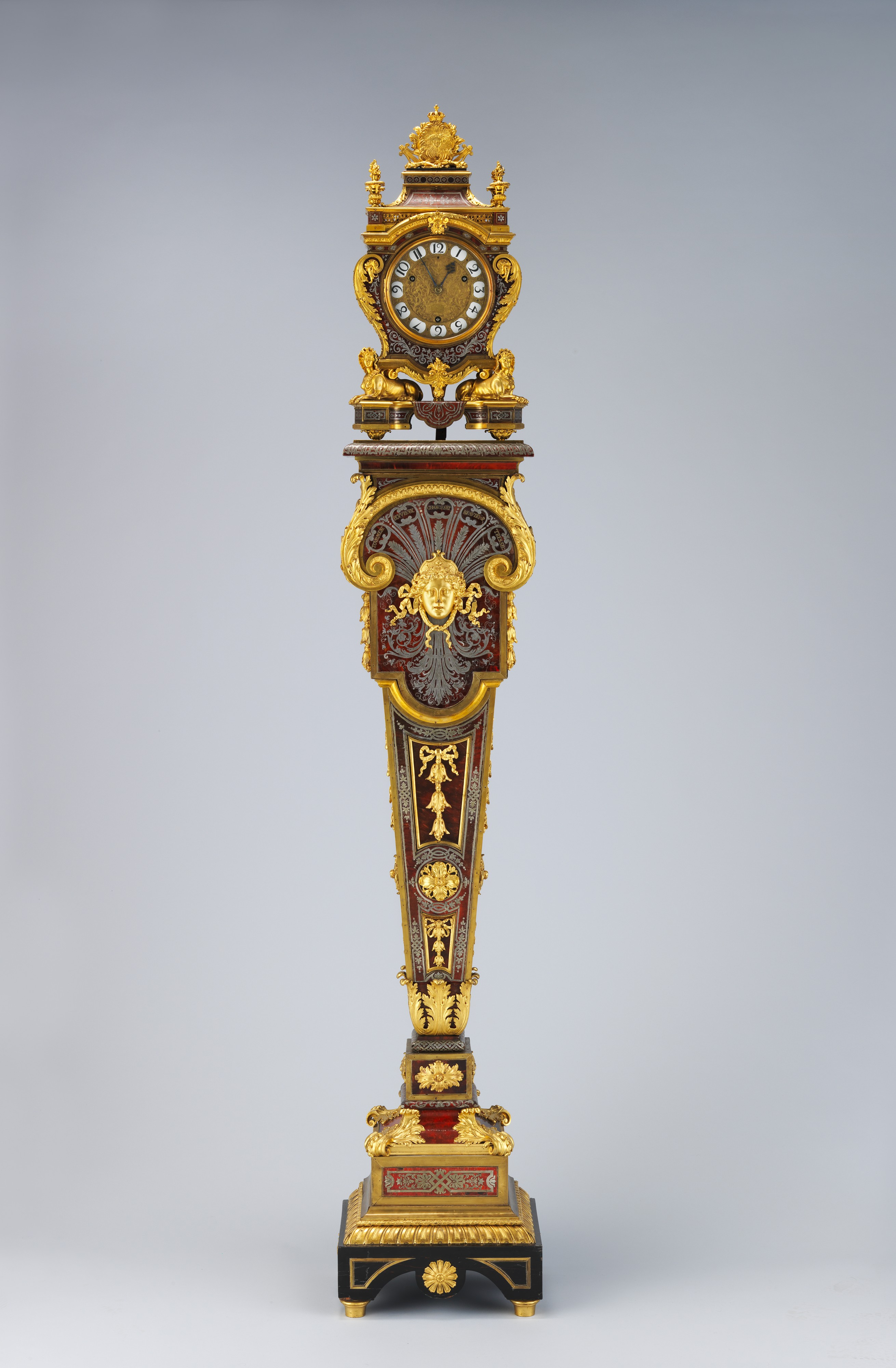
Horloge avec piédestal (Metropolitan Museum of Art).
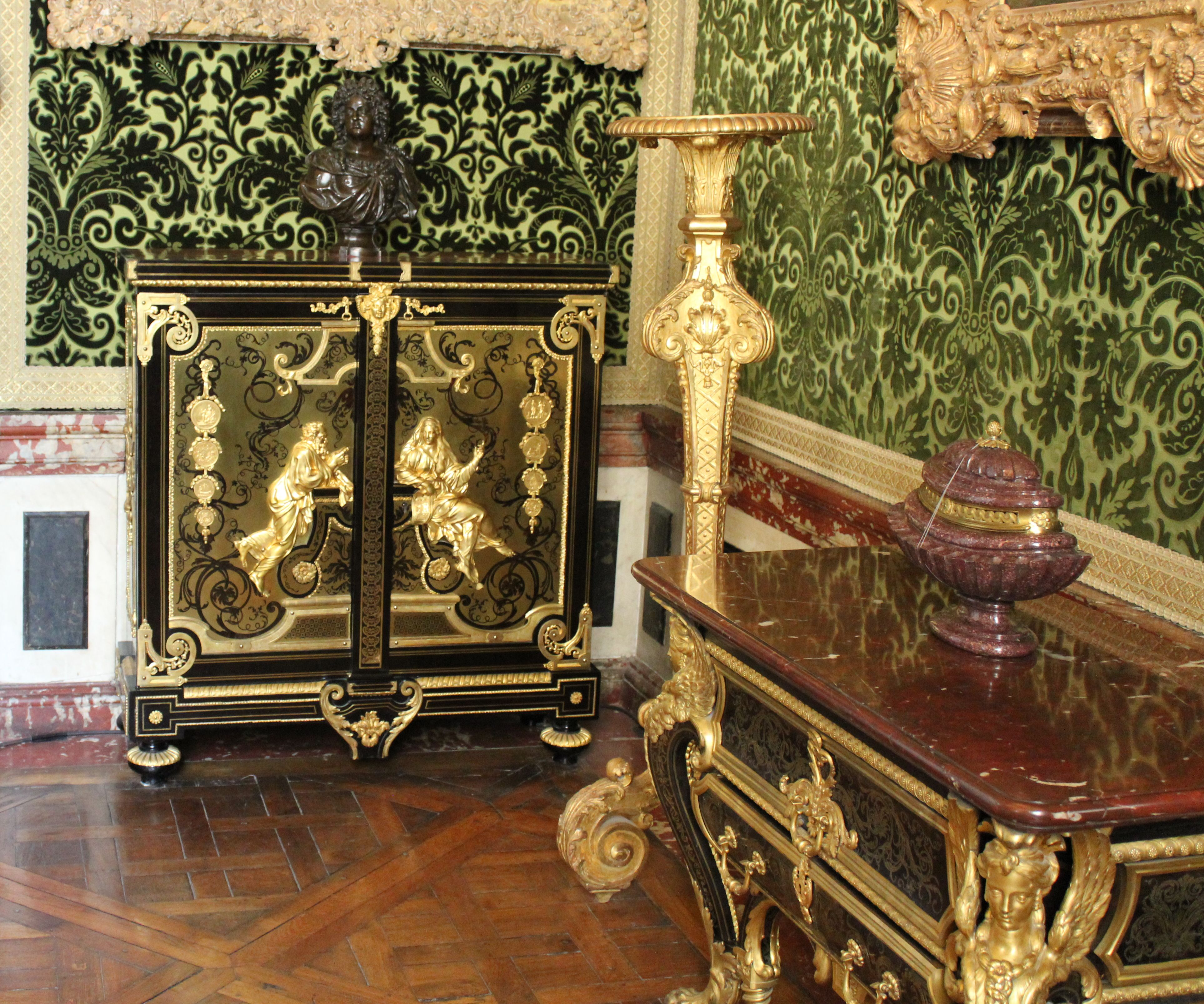
Château de Versailles : grand appartement du Roi, salon de l'Abondance :
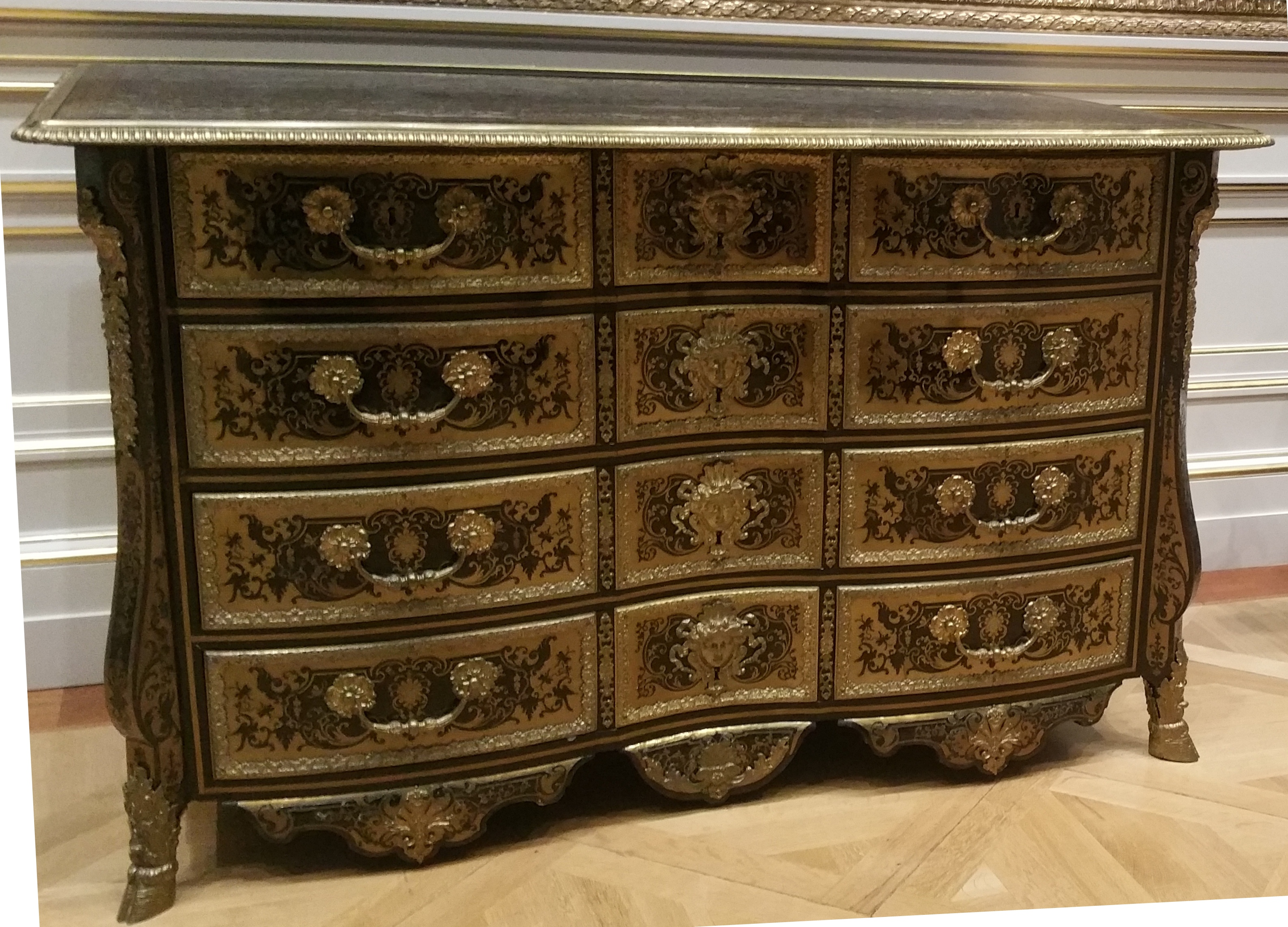
Commode (Wallace Collection).
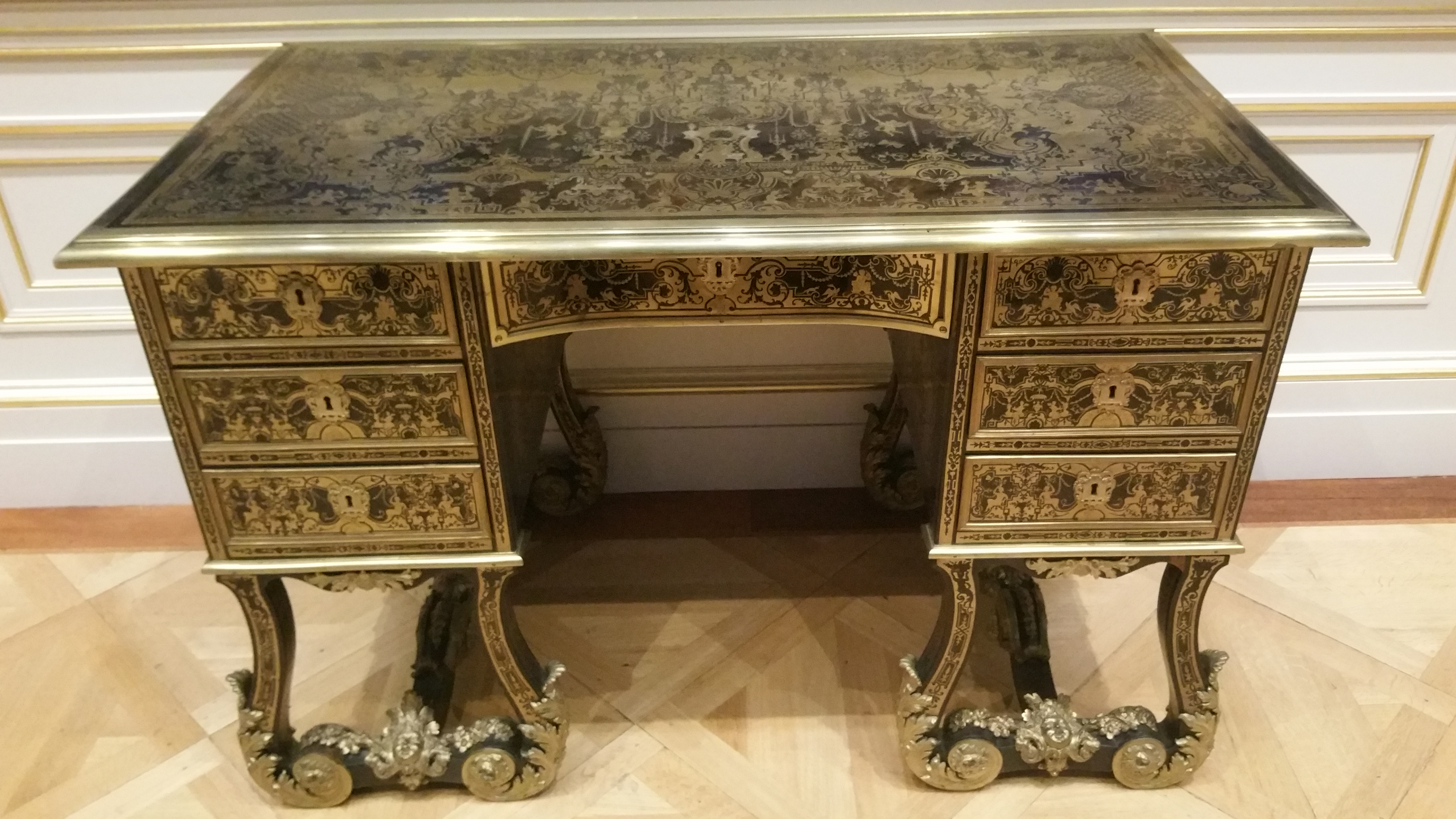
Bureau (Wallace Collection).
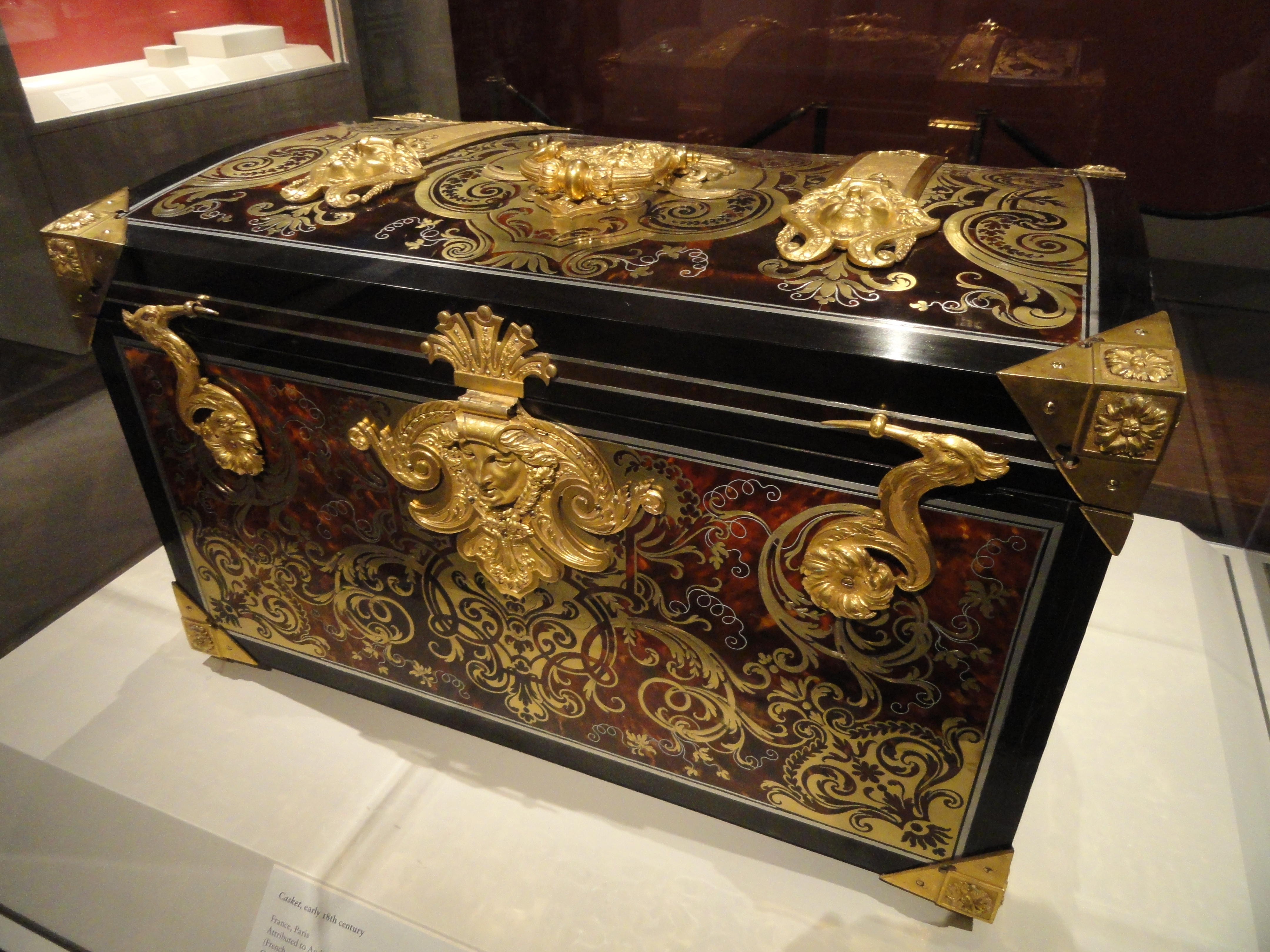
Cassette (Art Institute of Chicago).
  - « Les deux commodes de la chambre de Louis XIV au Grand Trianon » (1708-1709) Bâti de chêne, placage d'écailles de tortue avec incrustations de laiton, bronze doré.

Quatre grandes collections de mobilier par ou attribué à André Charles Boulle :
- Musée du Louvre, Paris
- Wallace Collection, Londres
- The Jean Paul Getty Museum, Los Angeles
- Royal Collection, Londres et Windsor

## Expositions
- André Charles Boulle, château de Chantilly, du 6 juin au 6 octobre 2024[15] .